# Општина Лунка (Бихор)
Лунка (рум. Lunca) општина је у Румунији у округу Бихор.
Oпштина се налази на надморској висини од 253 m.